# Journal intime
- Élément de la liste à puces

Pour les articles homonymes, voir journal intime (homonymie).

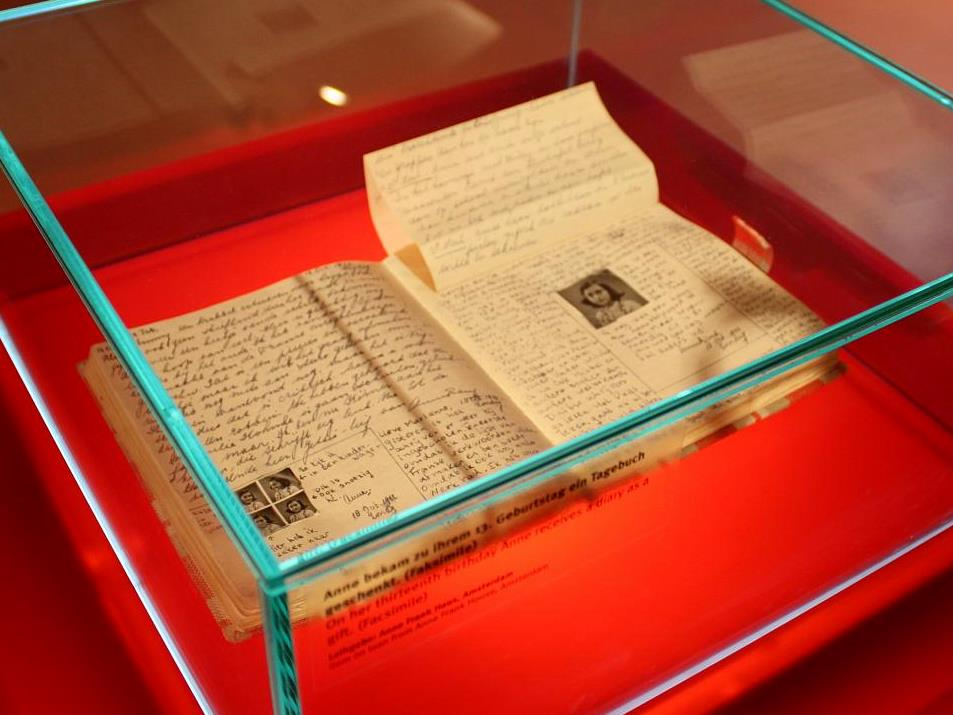
Un fac-similé du Journal d'Anne Frank exposé à Berlin.

Un journal intime (plus généralement appelé journal) est un ensemble de notes datées, présentant le plus souvent les actions, les réflexions ou les sentiments de l’auteur, appelé diariste, qui s'exprime principalement à la première personne. Le journal intime est un type d'écrit autobiographique.
Il est tenu de façon plus ou moins régulière, tantôt tout au long d’une existence, tantôt sur une période particulière (à l'adolescence, pendant un voyage, une maladie, un deuil, une guerre, par exemple).
Comme pratique ordinaire, il est en général destiné à être gardé secret, temporairement ou définitivement. Comme pratique littéraire, il est souvent destiné, à plus ou moins court terme, à une publication partielle ou totale.
Dans la mesure où certains journaux ne contiennent aucune notations se rapportant à la subjectivité de l'auteur (on parle alors de journal externe ou extime), Catherine Bogaert et Philippe Lejeune, deux essayistes ayant travaillé sur cette question, préconisent d'employer l'expression « journal personnel ». Qui plus est, comme certains journaux ne contiennent pas de texte, mais seulement des photographies, des dessins ou autres, ils proposent la définition minimale suivante : « un journal personnel serait une série de traces datées ». On parle aussi[Qui ?] de journal créatif comme un variant du journal intime, utilisant des méthodes plus « créatives » comme le collage, le dessin.
Depuis les années 1990, des applications informatiques se sont développée, pour faciliter l'écriture d'un journal intime via un ordinateur, puis un smartphone.

## Premiers journaux personnels dans l’histoire
Le plus ancien journal personnel connu est le Papyrus de Merer, daté d’environ 2560 av. J.-C. sous le règne du pharaon Khéops. Découvert en 2013 à Wadi al-Jarf, sur la côte de la mer Rouge, c'est un journal de bord rédigé par un contremaître égyptien nommé Merer, relatant le transport de blocs de calcaire destinés à la Grande Pyramide de Gizeh. Ce n'est pas un journal intime au sens moderne, mais un  témoignage quotidien d'activités personnelles et professionnelles de l'auteur.
Des fragments d’écrits personnels, parfois plus intimes, ont aussi été identifiés par les égyptologues sur des ostraca — tessons de poterie ou éclats de calcaire — provenant de Deir el-Medina, village d’artisans du Nouvel Empire (vers 1500–1100 av. J.-C.). Ces textes, souvent rédigés en hiératique, contiennent pour certains des lettres, des réflexions, des prières ou des récits de vie souvent considérés comme des formes parmi les plus anciennes d’écriture intime.
Plus récemment, les formats du journal intime se sont considérablement diversifiés, dont avec l’arrivée de l’imprimerie, puis des technologies numériques, jusqu’à devenir un genre hybride entre autobiographie, témoignage et outil de développement personnel.

## Origine et histoire du genre en France
En France, la pratique du journal intime tire son origine des livres de raison employés dès le Moyen Âge : les chefs de famille propriétaires utilisaient alors un carnet pour tenir leurs comptes, dresser des généalogies, noter les événements marquants de leur histoire familiale ou du monde qui les entourait au fil du temps. Mais tandis que les livres de raison occupent une fonction collective et transgénérationnelle, le journal intime moderne est surtout centré sur la vie d'un être en particulier, l'auteur.
Le journal apparaît sous sa forme moderne à la fin du XVIIIe siècle dans le milieu bourgeois, et il est encore en majorité tenu par des hommes. Selon Alain Corbin, dans son Histoire de la vie privée, l'esprit bourgeois post-révolutionnaire est lié à l'émergence du journal intime parce qu'il promeut l'individualité indépendamment des autorités politiques et religieuses, et s'attache à comptabiliser et à thésauriser les existences.
En 2017, l'historien Jacques-Olivier Boudon publia Le Plancher de Joachim. L'histoire retrouvée d'un village français, qui est la transcription et l'analyse d'une forme de journal intime découvert sous un plancher à Embrun et dont l'auteur, menuisier, vivait à la fin du XIXe siècle : ce fait est assez rare, car « on dispose de peu de témoignages directs des gens du peuple, et cette façon de s'exprimer est totalement inédite ».
Autrement dit, le journal français n'est pas fondamentalement d'origine religieuse, contrairement à ses homologues européens. Toutefois, à partir du XIXe siècle, certains prêtres chrétiens préconisent de tenir un journal dédié à l'introspection spirituelle pour enregistrer ses bonnes et mauvaises actions au fil du temps afin de s'améliorer sur le plan moral, dans l'héritage de l'examen de conscience. Cette tendance informe durablement l'écriture des journaux intimes ultérieurs, d'autant plus qu'elle devient une méthode éducative utilisée dans les familles bourgeoises. En effet, à partir de 1830, il était d'usage que la mère où l'instructeur donne à l'enfant d’environ 10 ans un carnet dans lequel il était invité à raconter sa journée afin d’apprendre d’un même coup à bien se conduire et à bien écrire : « on progresse en vertu et en style (ou du moins en orthographe) ». Cet emploi se développe auprès des jeunes filles de l’élite sociale, avant de s’étendre aux deux sexes et à tous les milieux vers 1880 à l’école. L’adulte disposait le plus souvent d’un droit de regard et de correction sur cet « exercice ». Ces journaux spirituels s'inscrivent alors dans l'héritage des Confessions de Saint Augustin, ou des Exercices spirituels d'Ignace de Loyola.
Dès le XVIIIe siècle, on recense des publications posthumes de journaux intimes supposés édifier les lecteurs en présentant des vies exemplaires (comme le journal d'Eugénie de Guérin, ou les carnets de Joseph Joubert, édités par Chateaubriand), ou simplement délecter le public en présentant un témoignage atypique mais authentique (comme le journal de Marie Bashkirtseff). Il faut également évoquer l'effet sur les lectorat de cette époque qu'a eu l'expérience entreprise par Jean-Jacques Rousseau à travers Les Confessions (1782, Cazin) qui commencent ainsi : « Je forme une entreprise qui n'eut jamais d'exemple, et dont l'exécution n'aura point d'imitateur. Je veux montrer à mes semblables un homme dans toute la vérité de la nature ; et cet homme, ce sera moi. ».
À partir de la fin du XIXe siècle, les publications anthumes supplantent les publications posthumes de journaux intimes (Jules Barbey d'Aurevilly en 1858, puis Edmond et Jules de Goncourt en 1887, Léon Bloy en 1898, et André Gide). Le diariste est progressivement reconnu comme un écrivain, et le journal comme un objet littéraire.
Parallèlement, une pratique ordinaire du journal personnel se poursuit et se développe. Avec les progrès de l'alphabétisation, elle se démocratise également. Longtemps, pendant le XIXe siècle, le journal a été une pratique élitiste, essentiellement réservée aux familles issues de la noblesse et de la bourgeoisie. L'élargissement de la pratique commence à s'observer nettement pendant la guerre de 1870, où de nombreux "mobiles" ouvrent un journal ; ils sont parfois maîtres d'école, artisans, voire paysans. L'évolution est plus nette encore à l'entrée dans la première guerre mondiale, au cœur d'une Troisième République qui a formé à l'écriture des générations de garçons et de filles. À l'arrière comme au front, jamais "autant de journaux n'ont été ouverts qu'au mois d'août 1914".
Au XXe et au XXIe siècle, l'écriture d'un journal personnel reste courante. Avec le développement des outils numériques, rien n'oblige plus nécessairement à le tenir sur un cahier ou un carnet. En 2008, une enquête du ministère de la Culture sur les pratiques culturelles des Français précisait que 8 % des personnes consultées avaient noté leurs impressions ou tenu un journal intime dans l'année précédente. Un autre phénomène est à noter : l'usage des réseaux sociaux, qui permet à toute personne de publier en ligne ses réflexions les plus intimes, au risque de s'exposer au jugement d'autrui. Comment dès lors appeler ce journal personnel en ligne, qui, partagé, n'est plus intime ou secret, mais extime ?

## L'auteur: un diariste
L'auteur d'un journal intime est un diariste, terme proposé en 1952 par Michèle Leleu et adopté alors à la fois emprunté à l'anglais diarist et reformé sur le vieux mot français « diaire » qui était utilisé comme nom (au sens de « livre de raison ») au XVIe siècle, et comme adjectif jusqu’au XIXe siècle.
Un journal intime se caractérise par le fait que le diariste se place en retrait des autres, séparé de la société et même de ses proches. La position typique est celle de Maine de Biran le 25 décembre 1794 : « Je suis seul, près de mon feu, retenu dans ma chambre par un froid très piquant survenu dans la nuit […]. Puisque je n'ai rien de mieux à faire, que je suis incapable en ce moment de me livrer à aucune étude suivie, il faut que je m'amuse à réfléchir sur ma position actuelle, sur l'état de mon cœur, dans cette époque de ma vie… » L’enjeu de ce retrait est la liberté d’écriture que s’octroie le diariste : il est possible de tout dire dans le secret du journal puisque ce qui est écrit n’est pas, a priori, destiné à une communication sociale.
Tous les sujets se retrouvent donc dans les journaux intimes : les spectacles de la nature, les comportements des hommes en société, les événements du quotidien, la situation matérielle du diariste, et surtout ses mouvements intérieurs : les sentiments qu’il éprouve pour autrui, les interrogations identitaires et existentielles qui sont les siennes, les admonestations à modifier son comportement qu’il se fait à lui-même… Le diariste se prend lui-même comme objet d’observation, d’enregistrement, d’analyse et de jugement. De ce fait, l’interrogation sur son identité, sur l’existence et sur la mort est souvent en arrière-plan du discours intime. Le diariste se demande, pour reprendre le titre d’un des volumes de journal de Julien Green, « Pourquoi suis-je moi ? », ou comme Henri-Frédéric Amiel encore : « Je ne sais vraiment plus pourquoi je vis » (3 décembre 1866). Mais il ne faudrait pas en déduire que le journal intime n’est qu’un ressassement mélancolique, d’une part parce qu’il comporte évidemment de nombreux récits de moments heureux ou poétiques, d’autre part parce qu’il tend aussi à transcrire « la musique intérieure des choses, ce qui a résonné sur le timbre mystérieux de l’âme ou dansé dans l’intelligence » (Amiel, 30 octobre 1852).
Le journal est rédigé de façon intermittente et sans intention autre que celle de rendre compte du temps écoulé depuis la notation précédente, ou de rapporter des réflexions au présent. En cela, le journal se différencie de l’autobiographie qui est organisée par un projet d’écriture de soi rétrospective et a pour objectif de narrer son existence de façon continue avec une visée totalisante. Le journal tient en quelque sorte la comptabilité des jours qui passent. La date qui ouvre chaque entrée (c'est-à-dire le texte d'un jour) désigne le moment de l’écriture à partir duquel le diariste appréhende son existence et le monde — et ce moment, ce point de vue se déplace avec le temps. La suite des notations constitue « une espèce d’histoire » de soi, comme l’écrit Benjamin Constant qui ajoute : « j’ai besoin de mon histoire comme de celle d’un autre pour ne pas m’oublier sans cesse et m’ignorer » (21 décembre 1804). Le journal est le double écrit de l’existence qui, sans lui, tombe dans le passé et glisse dans l'oubli.

## Questions et perspectives

### Genre littéraire et pratique ordinaire
Le journal intime est à la fois une pratique d'écriture ordinaire (plébiscitée par les amateurs) et un genre littéraire (illustré par des écrivains).
D’après les statistiques du ministère de la culture, environ 8 % des Français tiennent un journal personnel ou notent leurs impressions ou réflexions. Une enquête de Philippe Lejeune, réalisée entre 1987 et 1988, en a précisé les modalités. Toutefois, la forme reconnue du genre reste celle des journaux d’écrivains ou d’intellectuels, comme Maine de Biran, Benjamin Constant, Stendhal, Jules Michelet, Henri-Frédéric Amiel, Edmond et Jules de Goncourt, Marie Bashkirtseff, Léon Bloy pour le XIXe siècle, ou Paul Léautaud, André Gide, Valery Larbaud, Julien Green, Jean-Paul Sartre, Simone de Beauvoir, Anaïs Nin pour le XXe siècle en France.
Toutefois, qu'il soit tenu par un amateur ou par un auteur, le journal intime reste « une manière de vivre avant d'être une manière d'écrire », comme l'a rappelé le critique Philippe Lejeune. Même pour un écrivain, le journal occupe à la fois des fonctions existentielles (comme le témoignage, la thérapie, la construction identitaire…) et des fonctions littéraires (atelier d'écriture, archive de la création…).
Inversement, depuis les années 1980, de nombreux journaux jusqu'alors tombés dans l'oubli parce que leur auteur n'était pas un écrivain reconnu sont publiés en raison de leur valeur historique ou littéraire. Ainsi du journal de Lucile Desmoulins, l'épouse du révolutionnaire Camille Desmoulins, qui présente pêle-mêle sa vie mondaine et la mort du roi :
« 22 janvier 1793 : C'est aujourd'hui que l'on fait mourir Capet. Tout s'est passé avec une tranquillité parfaite. La Roulette a dîné avec nous. F. nous a envoyé du chevreuil. Nous avons passé la soirée chez Roulette ».

### Lecture et publication
Le journal est a priori un texte qui n’est pas destiné à être lu par autrui. Il est souvent caché, ou assorti d'un avertissement sur la première page. Certains diaristes, comme Samuel Pepys, Benjamin Constant, ou le juriste et scientifique Eugène Wilhelm lorsqu'il évoque ses relations homosexuelles, vont jusqu’à le rédiger dans une graphie cryptée pour que les lecteurs éventuels ne puissent pas le déchiffrer.
On pourrait penser que toute lecture de journal non voulue par l’auteur est une effraction de sa vie privée. Mais certains diaristes envisagent souvent dès le début de leurs carnets une lecture extérieure : Restif de la Bretonne, un polygraphe, commence ses Inscriptions comme un prolongement de Monsieur Nicolas, Benjamin Constant observe qu’on écrit toujours « pour la galerie » (18 décembre 1804), Henri-Frédéric Amiel autorise par écrit ses exécuteurs testamentaires à tirer un ou deux volumes d’extraits des 17 000 pages de son journal intime.
On pourrait penser également que si un destinataire est explicitement dénié au journal, un lecteur est toujours secrètement espéré, le diariste souhaitant être intimement compris. D’une part, l’écriture intime vise, comme toute écriture autobiographique, à rétablir une forme de vérité, à « justifier sa vie » devant autrui, comme l’écrit Julien Green (19 novembre 1954). Et en tant que telle, l’écriture d'un journal suppose un lecteur bienveillant. D'autre part, le journal, comme tout écrit autobiographique, est une forme de « littérarisation » de son existence. Écrire sur soi est bien souvent une manière de transcender son expérience par le discours, de faire de son existence une « histoire » à raconter.
Le temps sert souvent de filtre lorsqu'un diariste envisage la lecture. Si au présent le diariste ne peut pas envisager de lecteur, il espère parfois être reconnu dans un temps ultérieur. Aussi la jeune Catherine Pozzi anticipe-t-elle avec humour la publication de son journal de jeunesse après sa mort : « Ce cahier a des dehors piteux. Nous allons l’emplir de telles choses, que les bibliothèques rétrospectives des siècles prochains se l’arracheront, si l’encre tient encore… et si elle ne tient plus, ils la feront revenir sous des acides, des oxydes et des drogues dont les formules dorment encore entre les circonvolutions des cerveaux futurs ! ». Pour nuancer l'opposition entre les journaux écrits uniquement pour soi, et les journaux écrits pour être publiés, le critique littéraire Jean Rousset propose de classer les journaux dans un continuum allant des « journaux complètement fermés » aux « journaux complètement ouverts » :
- Autodestination (clôture)
  - Le diariste est l'unique lecteur du journal
  - Le journal est adressé à un proche, mais en réalité, le diariste ne souhaite pas qu'il le lise
- Destination externe (ouverture progressive)
  - Le journal est adressé à un proche, qui le lit effectivement (Eugénie de Guérin écrit pour son frère, par exemple)
  - Le journal est ponctuellement lu par une personne tierce à qui le diariste montre son journal
  - Le journal est régulièrement partagé ou échangé avec autrui (comme le journal conjugal de Tolstoï, ou les carnets qu'échangent André Gide et Pierre Louÿs à l'adolescence)
  - Publication posthume non autorisée (Benjamin Constant)
  - Publication posthume autorisée
  - Publication anthume

Le rapport du journal intime à la lecture et à la publication est donc semblable à celui des correspondances.

### Journal intime, sincérité et vérité
Comme les autobiographies, les journaux intimes se fondent sur une revendication de sincérité. A priori, elle est garantie parce que le journal est secret (si bien que le diariste n'a pas à se censurer) et écrit au jour le jour (si bien que le diariste n'apporte pas de retouches à ses textes). Le journal de Stendhal s'ouvre sur une telle déclaration : « J'entreprends d'écrire l'histoire de ma vie jour par jour. Je ne sais si j'aurai la force de remplir ce projet, déjà commencé à Paris. Voilà déjà une faute de français ; il y en aura beaucoup, parce que je prends le principe de ne me pas gêner et de n'effacer jamais ».
Il existe des journaux fictionnels ou factices qui se présentent comme d'authentiques journaux, comme l'a montré la controverse autour du Journal psychanalytique d'une petite fille de Hermine Hug-Hellmuth, La petite chronique d'Anna Magdalena Bach paru anonymement en 1925 à Londres qui se révéla être une mystification orchestrée par la musicologue Esther Meynell, ou plus encore le faux journal intime d'Adolf Hitler fabriqué par Konrad Kujau.

## Critique et réhabilitation du genre
Le journal intime a longtemps été considéré comme un genre mineur, et faisait en conséquence l'objet d'un « procès » de la part de la critique, comme l'explique Philippe Lejeune : « Le journal serait donc : malsain, hypocrite, lâche, nul, artificiel, stérile, ratatinant, féminin… » quand il ne serait pas « puéril, raté, immature ou bavard ».
Ces critiques déferlent à la fin du XIXe siècle, au moment où les journaux intimes se multiplient sur la scène littéraire, se transforment en livre vendu en librairie, où ils rencontrent un important succès auprès du public. Elles portent sur la valeur morale du journal (ce sont les reproches de Renan, Bourget et Brunetière), et se voient reconduites dans la première moitié du XXe siècle, avec de plus en plus de critiques portant sur la valeur esthétique du journal (notamment adressées par Blanchot et Barthes) : « Le "journal" (autobiographique) est cependant, aujourd'hui, discrédité. Chassé-croisé : au XVIe siècle, où l'on commençait à en écrire, sans répugnance, on appelait ça un diaire : diarrhée et glaire ». On reproche alors au journal d'être le fruit d'une extériorisation spontanée, sans effort de construction ou d'élaboration. D'autre part, il ferait concurrence à « l’œuvre véritable » en prenant tout le temps et l'énergie de l'écrivain. En passant sa vie à écrire un journal, note par exemple Maurice Blanchot, « on n’a ni vécu, ni écrit ».
Depuis les années 1980, la critique universitaire tend cependant à reconnaître la valeur historique du journal intime en tant que témoignage, mais aussi sa valeur littéraire en mettant en avant la trace de « brouillons mentaux » et de reprises dans sa rédaction. Le développement d’une association comme L’Association pour l’autobiographie (APA), qui recueille tous les journaux depuis le début des années 1990, est un signe de l’importance de cette pratique et de la valeur qui lui est accordée par les chercheurs comme par le public.

## Formes particulières de journal

### Les cahiers
En marge du journal intime tel que précédemment présenté, se situe le journal intellectuel, philosophique ou autre, auquel on donne plutôt le nom de cahiers. Ces cahiers entrent dans la catégorie du journal (si les écrits sont datés, sinon on emploie plutôt le terme de carnets). Ce type de journal, qui s'abstrait des contingences matérielles et extérieures, n'est alors plus qualifié d'« intime » (même s'il l'est forcément quelque peu).
- le Zibaldone de Giacomo Leopardi (paru de façon posthume en 1900).
- les Journaux et cahiers de notes de Søren Kierkegaard.
- Le Livre de l'intranquillité de Bernardo Soares alias Fernando Pessoa (paru de façon posthume en 1982).
- le journal d'Emil Cioran paru sous le nom de Cahiers, 1957-1972 (en 1997).
- les Cahiers de Maurice Barrès.
- les Cahiers de Paul Valéry[34].
- les Cahiers de Rodez d'Antonin Artaud.
- le Cahier bleu et Cahier brun de Ludwig Wittgenstein (1958).
- les Cahiers noirs de Martin Heidegger.

### Les journaux intimes graphiques et photographiques
Il existe une forme particulière de journaux intimes, ceux illustrés ou accompagnés de photographies ou constitués de photographies comme ceux de Lewis Carroll, Hélène Hoppenot, Hannah Cullwick, Nan Goldin, Sophie Calle, Isabelle Mège, etc.

### Le journal intime numérique
L’informatisation de l’écriture intime débute dans les années 1990 avec les premiers logiciels de traitement de texte, qui permettent de conserver des pensées dans le disque dur d'un ordinateur et/ou sur une disquette. Depuis cette époque, l’évolution des NTIC, et notamment l'apparition des smartphones et du Web 2.0 ont profondément transformé la pratique du journal intime. Autrefois cantonnée au papier et à l’écriture privée, le journal intime a été adapté à des supports numériques variés (ordinateurs, smartphones ou plateformes en ligne). Sa pratique s’est étendue avec l’arrivée des blogs personnels au début des années 2000, offrant la possibilité de publier son journal intime en ligne. L’essor des smartphones a ensuite donné naissance à des applications dédiées, facilitant un journal quotidien mobile et interactif (via des applications telles que Daybook, Penzu ou Daily Bean. Contrairement aux carnets papier, elles permettent une écriture plus rapide et modulable, plus adaptée au rythme des pensées. Elles promettent en outre une sécurité renforcée via le cryptage et la reconnaissance faciale, protégeant ainsi l’intimité de l’utilisateur. Enfin, leur dimension ludique, avec l’ajout de couleurs, d’émoticônes et de graphismes, enrichit l’expérience d’écriture en la rendant visuellement expressive.). Ces outils proposent désormais des fonctionnalités comme des rappels, des analyses de sentiments, ou des graphiques de bien-être, inscrivant l’acte d’écriture dans une logique de suivi et de performance participant au mouvement plus large de « quantification de soi ». Ces journaux peuvent être strictement privés, semi-partagés au sein de communautés restreintes, ou totalement ouverts au public. Des application ou interfaces numérique, partagées permettent d'écrire, plus facilement, un journal intime numérique parfois dit « journal personnel dématérialisé ».
Néanmoins, les journaux « papier » ne semblent pas supplantés par ces applications qui n'ont pas la même valeur sentimentale, ni la même matérialité : le numérique peut accidentellement disparaître un jour. Des études suggèrent que la pratique régulière du journal intime peut réduire le stress, améliorer la régulation émotionnelle et renforcer le sentiment de cohérence personnelle. Le journaling numérique est reconnu pour apporter des bénéfices de même nature, sur la santé mentale et émotionnelle. Il facilite l’expression émotionnelle grâce à sa accessibilité constante (ordinateur, smartphone), et en facilitant la notation de pensées à tout moment, avec potentiellement un stockage illimité de donnée, une relative gratuité, et la possibilité de structurer ses écrits pour mieux se relire et progresser dans sa réflexion personnelle. 
Il permet de structurer ses pensées, d’exprimer ses émotions, et favorise l’auto-réflexion ; et par rapport à sa version papier, sa forme numérique permet plus de discrétion, d’ergonomie et de personnalisation : pour Anaïs Aupeix (docteure en sciences humaines ayant fait une thèse sur le sujet) interrogée par Uzbek et Rica, « Tenir un journal sur son téléphone ou son ordinateur est beaucoup plus discret que sur un cahier. Si votre écran est bien orienté, votre entourage ne peut pas s’en rendre compte, alors qu’un carnet attire tout de suite l’attention ». La vitesse d’écriture au clavier, les corrections automatiques, la facilité à corriger un texte rendent les outils numériques souvent mieux adaptées aux flux de pensée.
La plupart des applications dédiées au journaling, comme Daybook, Penzu ou 5 Minute Journal, incluent des fonctions de sécurisation par mot de passe ou reconnaissance faciale, affirmant garantir la confidentialité des écrits. Ces outils sont facilement utilisés par les générations habituées aux interfaces mobiles.
Certaines applications, parfois en lien avec des applications de santé, sont utilisées dans des contextes thérapeutiques ou de développement personnel, en complément de soins psychologiques. 

#### Le journal intime en ligne
L’expression « journal intime en ligne » prête à confusion car mêlant deux notions contradictoire : l’intimité et l’accessibilité numérique. 
Le degré d’intimité ne dépend donc pas uniquement du support numérique, mais du choix d’exposition, des paramètres de confidentialité, et du rapport entre auteur et public.
Il est désormais possible de publier en ligne jour après jour des écrits personnels revendiqués comme étant le reflet de son journal intime, etc. 

Publier ce qui est supposé rester intime, privé et destiné uniquement à son auteur, et le partager avec une communauté plus ou moins large, transforme la notion d'intime, et la fait disparaître ; on parle alors plutôt de « blog ». 
Les logiciels dédiés au journal intime sont sensés garantir la confidentialité du contenu du journal et chiffrer les flux de données entre le diariste et l'application. 

Ce type de contenu, très personnel, peut être considéré comme une donnée sensible et personnelle. Et on sait qu'il a potentiellement une grande valeur commerciale et indicative (pour les publicitaires, les agences qui font du profilage de personnalité et pour les courtiers en donnée notamment). Ce type de contenu peut aussi exposer à des tentatives d’arnaques ou de chantage en ligne, et intéresser les entreprise d’IA qui voudraient améliorer l'apprentissage de leurs modèles, par exemple pour rendre certaines IA plus émotionnelles, pour dans certains cas, les faire passer pour de vraies personnes.
| Type de journal         | Support principal | Accès aux contenus                         | Objectif principal                                       |
| ----------------------- | --- | ------------------------------------------ | -------------------------------------------------------- |
| Journal intime digital  | Applications privées (ex. Stoic, Journey) | Accès exclusivement personnel              | Introspection, suivi émotionnel, bien-être, archivage... |
| Journal semi-privé      | Plateformes avec partage sélectif | Visibilité restreinte (amis, cercle privé) | Expression personnelle, avec recherche de dialogue       |
| Journal intime en ligne | Des sites comme journalintime.com permettent un journal en ligne écrit sous pseudonyme, que l'auteur peut ouvrir à tous (Blog), des sites personnels exisent aussi | Public ou semi-public                      | Partage de soi, narration autobiographique               |
| Journal social          | Réseaux sociaux (Instagram, facebook, TikTok) | Visibilité paramétrable ou publique        | Publication de fragments quotidiens                      |
| Journal collaboratif    | Forums, wikis, journaux partagés, | Contributions croisées, lecture collective | Témoignages communautaires, expression plurielle         |